# Yang Tong
Yang Tong (chinois traditionnel : 楊侗), (605- juillet 619), désigné dans les chroniques chinoises par son titre princier de Prince de Yue (越王) ou comme étant le Seigneur Huangtai (皇泰主), ou encore par son nom posthume d'Empereur Gong (恭皇帝) ou bien son nom de courtoisie Renjin (仁謹), est un empereur de la dynastie Chinoise Sui.
Pendant les troubles qui marquent la fin de la dynastie Sui, son grand-père l'empereur Sui Yangdi le laisse responsable de la capitale de l'est, Luoyang. Lorsque Yangdi est assassiné par le général Yuwen Huaji en 618, les fonctionnaires Sui de Luoyang proclament Yang Tong empereur. Cependant, un de ces fonctionnaires nommé Wang Shichong prend rapidement le pouvoir, puis force Yang Tong à abdiquer en sa faveur en 619, mettant ainsi fin à la dynastie Sui. Peu de temps après, Shichong envoie un de ses hommes obliger Tong à se suicider.

## Pendant le règne de l'empereur Yangdi
Yang Tong naît en 605. Il est le second des trois fils de Yang Zhao, le fils et prince héritier de l'empereur Sui Yangdi. Sa mère est la consort Liu, une concubine de Yang Zhao.
En 606, Yang Zhao meurt. Selon les principes confucéens de succession, Yang Tong, le frère cadet de Yang You, qui est lui aussi né en 605, aurait dû été considéré comme étant l'héritier et successeur de Yang Zhao. En effet, si You est le fils d'une concubine, Tong, lui est le fils de la femme de Yang Zhao, la Princesse Wei. Cependant, l'empereur Yangdi ne désigne pas Yang You, Yang Tong, ou leur frère aîné Yang Tan (楊倓, né en 603) Prince héritier pour remplacer Yang Zhao; mais laisse la question de sa succession en suspens entre eux et Yang Jian, le Prince de Qi et frère cadet de Yang Zhao. Par contre, il élève Yang Tong et ses frères au rang de princes impériaux, et donne à Yang Tong le titre de Prince de Yue.
Au printemps 613, lorsque l'empereur Yangdi lance la seconde de ses trois campagnes contre le royaume coréen de Koguryo, il laisse derrière lui le jeune Yang Tong, alors âgé de huit ans, qui se retrouve nominalement responsable de Luoyang, la capitale de l'est. C'est en réalité le lettré Fan Zigai (樊子蓋) qui, même s'il n'est officiellement que l'assistant de Tong, se retrouve, de facto, être le véritable responsable de la gestion de la ville. Par la suite, alors que l'empereur Yang est au Goguryeo, le général Yang Xuangan déclenche une rébellion à proximité de Luoyang, et c'est Fan qui défend la ville, sous le commandement nominal de Yang Tong. Sur ordre de Yang You, le général Wei Wensheng (衛文昇) prend le commandement de l'armée de la capitale, et part secourir Luoyang. L'empereur Yangdi lui-même finit par abandonner la campagne en Corée et envoie les généraux Yuwen Shu et Lai Hu'er (來護兒) à Luoyang avec leurs troupes. Ensemble, ces généraux Sui matent la rébellion de Yang Xuangan.
Cette victoire n'offre qu'un court répit à Yangdi, car en 616, la plupart des territoires de son empire, en particulier les commanderies du Nord, sont le théâtre de révoltes paysannes. L'empereur quitte alors Luoyang pour Jiangdu (江都), laissant à nouveau Yang Tong gérer la ville, avec l'assistance des lettrés Duan Da (段達), Yuan Wendu (元文都), Wei Jin (韋津), Huangfu Wuyi (皇甫無逸) et Lu Chu (盧楚). Les chefs rebelles Li Mi et Zhai Rang ont rapidement profité du départ de l'empereur Yang, et surtout de celui des troupes d'élite de l'armée Xiaoguo (驍果) qui l'escortent, pour s'emparer des stocks de nourriture des entrepôts de Luokou (洛口倉) et Huiluo (回洛倉), près de Luoyang, causant ainsi une pénurie alimentaire dans la capitale de l'est. Au printemps 617, Yang Tong envoie les généraux Liu Changgong (劉長恭) et Pei Renji (裴仁基) attaquer Li et Zhai, mais ils sont tous deux vaincu par les rebelles. Durant l'été 617, alors que ses troupes ont été vaincues à maintes reprises par Li Mi, Yang Tong envoie le fonctionnaire Yuan Shanda (元善達) à Jiangudu pour demander de l'aide à l'empereur Yangdi. Dans un premier temps, ce dernier refuse d'envoyer des renforts, car il se fie au jugement de son premier ministre Yu Shiji, qui juge que la situation n'est pas aussi grave que Shanda le prétend. Pei Renji finit par se rendre à Li Mi, rendant la position de Luoyang encore plus précaire. L'empereur Yang donne finalement l'ordre aux généraux Pang Yu (龐玉) et Huo Shiju (霍世舉) de prendre la tête des troupes de la région de Chang'an et de partir aider Luoyang. Au début, Pang et Huo réussissent à chasser Li Mi loin de Huiluo, permettant ainsi à Luoyang de regagner une partie de son approvisionnement en nourriture; mais dès l'automne 617 le chef rebelle s'empare de nouveau d'Huiluo.
L'empereur Yangdi réagit en envoyant le général Wang Shichong, de Jiangdu, et plusieurs généraux venant d'autres zones périphériques porter secours aux habitants de Luoyang. Wang réussit à bloquer l'avancée de Li Mi et les armées s'enferment dans un face à face stérile. Pendant ce temps, le général Li Yuan se rebelle à Taiyuan et s'empare rapidement de Chang'an, avant de proclamer Yang Tong, le frère de Yang You empereur, sous le nom d'empereur Gong. Au printemps 618, Li Yuan envoie ses fils Li Jiancheng et Li Shimin mener une armée à Luoyang, de la manière la plus ostensible possible, pour aider les assiégés. Mais Yang Tong et ses fonctionnaires font le choix de n'avoir aucune communication avec Jiancheng et Shimin, qu'ils considèrent comme des rebelles envers la dynastie Sui. Après un bref engagement contre Li Mi, les deux frères envisagent un temps d'attaquer Luoyang, avant de se replier sur Chang'an.
À la fin du printemps 618, l'empereur Yangdi est tué lors d'un coup d'État dirigé par le général Yuwen Huaji. Ce dernier proclame empereur Yang Hao, qui est à la fois le neveu de l'empereur Yangdi et le prince de Qin, avant de prendre le commandement de l'armée Xiaoguo et de partir vers le Nord. Très vite, la nouvelle de la mort de l'empereur Yangdi arrive à Chang'an et Luoyang. Li Yuan oblige alors Yang You à lui céder le trône, et fonde la dynastie Tang en se proclamant empereur Gaozu. De leur côté, les fonctionnaires de Luoyang réagissent en proclamant Yang Tong empereur, suivis en cela par les dernières commanderies encore fidèles aux Sui.

## Règne

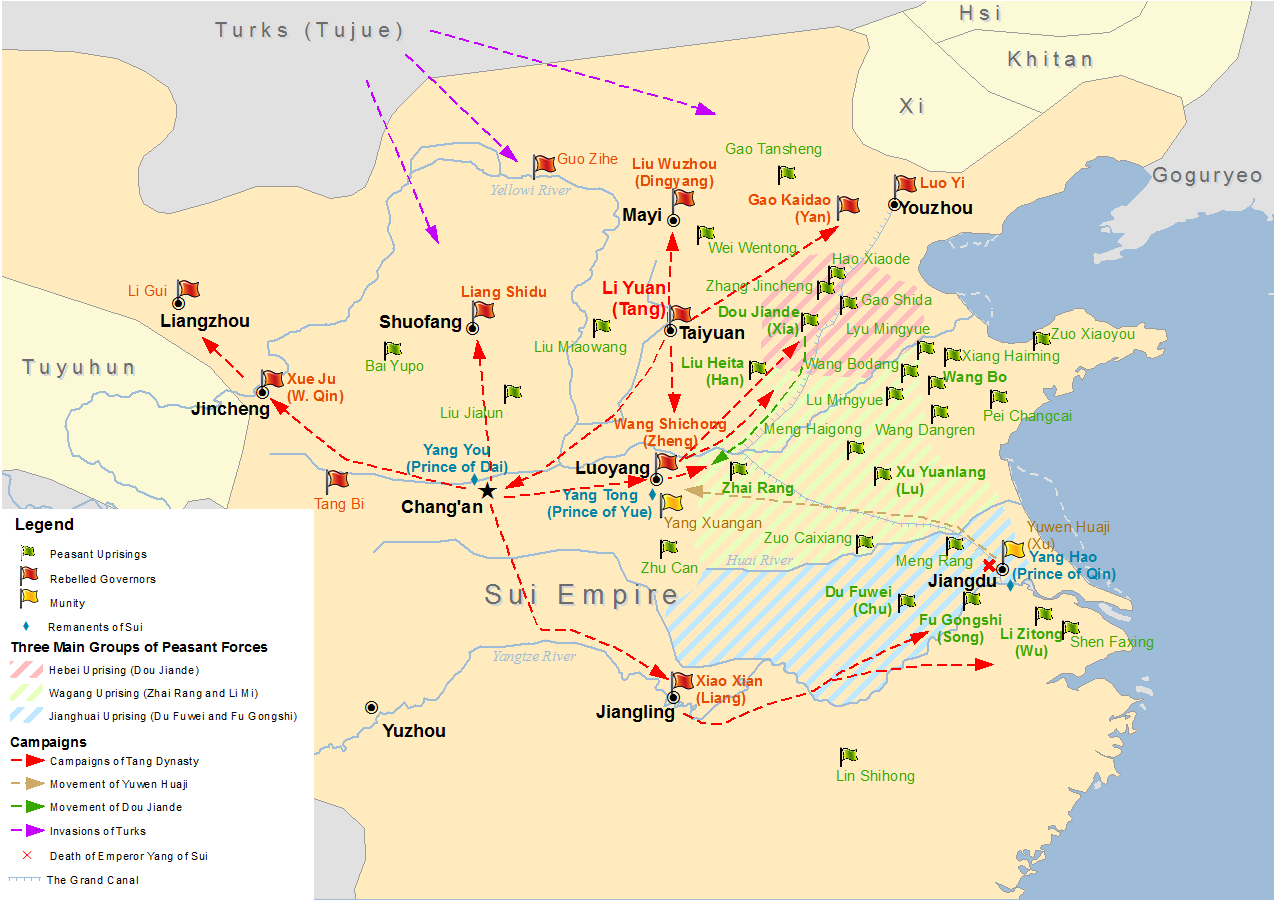
Carte montrant les soulèvements et rébellions majeurs des dernières années de la dynastie Sui.

Lorsqu'elles décrivent Yang Tong et son bref règne, les histoires officielles indiquent que l'empereur avait un beau visage, et qu'il était doux, aimant et solennel dans sa personnalité. Un des premiers gestes de Yang Tong est d'honorer ses parents en élevant son père Yang Zhao au rang d'empereur à titre posthume et sa mère, la consort Liu, au rang d'impératrice douairière. Le gouvernement est dirigé collectivement par sept hauts-fonctionnaires :
- Duan Da, que Yang Tong a élevé au rang de duc de Chen
- Wang Shichong, que Yang Tong a élevé au rang de duc de Zheng
- Yuan Wendu, que Yang Tong a élevé au rang de duc de Lu
- Huangfu Wuyi, que Yang Tong a élevé au rang de duc de Qi
- Lu Chu
- Guo wenyi (郭文懿)
- Zhao Changwen (趙長文)

Dans les chroniques de l'époque, ils sont surnommés "les sept nobles."
À peine arrivé au pouvoir, les fonctionnaires de Luoyang doivent gérer le risque que représente Yuwen Huaji et ses troupes, qui peuvent à tout moment marcher sur la ville. Suivant une suggestion de Gai Cong (蓋琮), Yuan et Lu décident d'essayer de faire la paix avec Li Mi, en le couvrant d'honneurs et en lui octroyant officiellement le titre de duc de Wei, un titre que Mi lui-même avait revendiqué. Mi, qui craint également que Yuwen n'envahisse la région, accepte. Durant le mois suivant, Mi et Yuwen s'affrontent à plusieurs reprises et chaque bataille s’achève par une victoire de Mi, suivie d'un rapport de ce dernier destiné à Yang Tong. Les fonctionnaires de Luoyang sont heureux de la tournure des événements, à l'exception de Wang, qui fait remarquer que Yuan et Lu distribuent des honneurs à un bandit. Ces remarques à répétitions font craindre à Yuan et Lu que Wang ait l'intention de livrer la ville à Yuwen. Dès lors, les « sept nobles » commencent à se soupçonner les uns les autres.
Wang Shichong commence à préparer ses troupes à passer à l'action en leur disant qu'ils vont bientôt tomber dans le piège de Li Mi et que si ce dernier devient leur commandant, il les massacrerait sûrement pour avoir osé lui résister. Quand Yuan apprend ce que fait le duc de Zheng, il commence à planifier une embuscade pour se débarrasser de ce dernier. Mais Duan révèle les plans de Yuan à Wang, qui prend les devants et déclenche un coup d'état, en commençant par tuer Lu Chu, avant d'encercler le palais. Huangfu s'enfuit à Chang'an, qui, entre-temps, est passée sous le contrôle des Tang. Sur la demande répétée de Wang, Yang Tong rencontre Yuan Wendu, pour demander au duc de Lu de se rendre. Ce dernier répond à l'empereur: "Si je meurs le matin, votre majesté impériale mourra dans la soirée." Yang pleure après cette réponse, mais envoie Yuan à Wang, qui l'exécute. C'est alors que Wang rencontre personnellement Yang Tong pour lui jurer qu'il lui est fidèle et que tout ce qu'il a entrepris a pour but de sauver l'empereur et l'empire. Yang Tong fait alors rentrer Wang à l'intérieur du Palais pour rencontrer l'impératrice douairière Liu, à qui le duc de Zheng renouvelle son serment. Néanmoins, à partir de ce moment, tout le pouvoir est entre les mains de Wang et Yang Tong lui-même n'est plus qu'une marionnette impuissante.
Lorsqu'il apprend la mort de Yuan et de Lu, Li Mi rompt ses relations pacifiques avec le régime de Yang Tong, maintenant sous le contrôle de Wang. Cependant, comme il a une piètre opinion de Wang Shichong, il prend peu de précautions pour se protéger d'une éventuelle attaque de ce dernier. Grave erreur, car durant l'automne 618, Wang lui inflige une cuisante défaite lors de la bataille de Yanshi. Après sa défaite, Li Mi envisage brièvement de s'enfuir pour rejoindre son général Xu Shiji, mais décide finalement de se diriger vers l'ouest pour rejoindre Chang'an et se rendre aux Tang. La majeure partie de l'ancien territoire de Li Mi, tombe entre les mains de Wang. Peu de temps après, les généraux rebelles Du Fuwei, Shen Fax, Zhu Can, et Dou Jiande, se soumettent tous nominalement à Yang Tong, qui semble avoir, au moins en apparence, restauré la puissance de la dynastie Sui.
Peu de temps après sa victoire contre Mi, Wang devient arrogant dans ses relations avec Yang Tong et l'impératrice douairière Wang. Une fois, après avoir assisté à une fête dans le palais, il est victime d'une intoxication alimentaire. Convaincu qu'en réalité il y avait du poison dans sa nourriture, il refuse à partir de ce moment-là de voir Yang Tong. Ce dernier sait parfaitement que Wang a l'intention d'usurper le trône, mais le seul plan qu'il arrive à imaginer consiste à essayer de se concilier les Dieux en faisant don de la soie du Palais aux pauvres. Cette faible riposte est rapidement stoppée par Wang, qui fait encercler le palais pour mettre fin aux distributions. Au printemps 619, Wang oblige Yang Tong à l'élever au rang de Prince de Zheng et lui accorder les neuf sacrements ou Jiu xi, ce qui représente l'ultime étape avant de renverser l'empereur et s'emparer du trône. Durant l'été 619, Wang envoie Duan et Yun Dingxing (雲定興) entrer dans le palais pour essayer de persuader Yang Tong de lui céder le trône, mais ce dernier refuse. Wang envoie alors un messager à Yang Tong, en lui promettant que bien qu'il prenne le trône, il le lui rendrait lorsque ce dernier serait plus vieux. Après cela, il publie un édit au nom de Yang Tong, par lequel ce dernier abdique en sa faveur, mettant ainsi fin à la dynastie Sui. Wang monte alors sur le trône en tant qu'empereur du nouvel État de Zheng.

## Après son règne
Une fois sur le trône, Wang Shichong fait de Yang Tong le nouveau duc de Lu. Un mois plus tard, Pei Renji et son fils Pei Xingyan (裴行儼), ainsi que les fonctionnaires Yuwen Rutong (宇文儒童), son frère Yuwen Wen (宇文溫) et Cui Deben (崔德本) complotent pour tuer Wang et restaurer Yang Tong. Lorsque Wang est mis au courant de ce complot, il fait exécuter les conspirateurs, ainsi que leurs familles.
Wang Shiyun (王世惲), le Prince de Qi et frère de Shichong, persuade le nouvel empereur que le meilleur moyen d'éviter de nouveaux complots est d'exécuter Yang Tong. Wang Shichong l'approuve et envoie son neveu Wang Renze (王仁則), le Prince de Tang, et son serviteur Liang Bainen (梁百年) forcer Yang Tong à boire du poison. Yang Tong argumente une dernière fois, en soulignant que Wang Shichong a promis de le garder en vie. Liang envisage de demander à Wang Shichong de confirmer son ordre, mais Wang Shiyun refuse. Yang Tong fait alors d'ultimes sacrifices à Bouddha et prie: "Pour ne plus jamais renaître dans une maison impériale." Puis il boit du poison, qui ne le tue pas. Wang Shiyun ordonne alors qu'il soit étranglé.
Wang Shichong honore Yang Tong à titre posthume comme étant l' "empereur Gong ", soit le même nom posthume que Tang Gaozu a déjà donné à Yang You, le demi-frère du défunt. Malgré cela, le Livre des Sui, soit l'histoire officielle de la dynastie rédigée sous les Tang, reconnait Yang You comme étant le seul empereur Gong, ou Sui Gongdi en version longue, tandis que le statut de Yang Tong comme empereur de la dynastie Sui devient plus ambigu.

## Parents
- Père
  - Yang Zhao, le Prince Héritier Yuande, fils de l'empereur Sui Yangdi
- Mère
  - Consort Liu, la concubine de Yang Zhao

## Ancêtres
|  |                                                   |  |  |  |  |  |  |  |  |  |  |  |  |  |  |  |
|  | Yang Zhong, Duc de Sui                            |  |  |  |  |  |  |  |  |  |  |  |  |  |  |  |
|  |                                                   |  |  |  |  |  |  |  |  |  |  |  |  |  |  |  |
|  |                                                   |  |  |  |  |  |  |  |  |  |  |  |  |  |  |  |
|  | L'Empereur Sui Wendi                              |  |  |  |  |  |  |  |  |  |  |  |  |  |  |  |
|  |                                                   |  |  |  |  |  |  |  |  |  |  |  |  |  |  |  |
|  |                                                   |  |  |  |  |  |  |  |  |  |  |  |  |  |  |  |
|  | Lü Gutao                                          |  |  |  |  |  |  |  |  |  |  |  |  |  |  |  |
|  |                                                   |  |  |  |  |  |  |  |  |  |  |  |  |  |  |  |
|  |                                                   |  |  |  |  |  |  |  |  |  |  |  |  |  |  |  |
|  | L'Empereur Sui Yangdi                             |  |  |  |  |  |  |  |  |  |  |  |  |  |  |  |
|  |                                                   |  |  |  |  |  |  |  |  |  |  |  |  |  |  |  |
|  |                                                   |  |  |  |  |  |  |  |  |  |  |  |  |  |  |  |
|  | Général Dugu Xin                                  |  |  |  |  |  |  |  |  |  |  |  |  |  |  |  |
|  |                                                   |  |  |  |  |  |  |  |  |  |  |  |  |  |  |  |
|  |                                                   |  |  |  |  |  |  |  |  |  |  |  |  |  |  |  |
|  | La Duchesse Dugu Qieluo                           |  |  |  |  |  |  |  |  |  |  |  |  |  |  |  |
|  |                                                   |  |  |  |  |  |  |  |  |  |  |  |  |  |  |  |
|  |                                                   |  |  |  |  |  |  |  |  |  |  |  |  |  |  |  |
|  | Dame Cui                                          |  |  |  |  |  |  |  |  |  |  |  |  |  |  |  |
|  |                                                   |  |  |  |  |  |  |  |  |  |  |  |  |  |  |  |
|  |                                                   |  |  |  |  |  |  |  |  |  |  |  |  |  |  |  |
|  | Yang Zhao, titré Prince héritier Yuande           |  |  |  |  |  |  |  |  |  |  |  |  |  |  |  |
|  |                                                   |  |  |  |  |  |  |  |  |  |  |  |  |  |  |  |
|  |                                                   |  |  |  |  |  |  |  |  |  |  |  |  |  |  |  |
|  | L'Empereur Xuandi des Liang postérieurs (en)      |  |  |  |  |  |  |  |  |  |  |  |  |  |  |  |
|  |                                                   |  |  |  |  |  |  |  |  |  |  |  |  |  |  |  |
|  |                                                   |  |  |  |  |  |  |  |  |  |  |  |  |  |  |  |
|  | L'Empereur Xiao Mingdi des Liang postérieurs (en) |  |  |  |  |  |  |  |  |  |  |  |  |  |  |  |
|  |                                                   |  |  |  |  |  |  |  |  |  |  |  |  |  |  |  |
|  |                                                   |  |  |  |  |  |  |  |  |  |  |  |  |  |  |  |
|  | Consort Cao                                       |  |  |  |  |  |  |  |  |  |  |  |  |  |  |  |
|  |                                                   |  |  |  |  |  |  |  |  |  |  |  |  |  |  |  |
|  |                                                   |  |  |  |  |  |  |  |  |  |  |  |  |  |  |  |
|  | La Princesse Xiao des Liang postérieurs (en)      |  |  |  |  |  |  |  |  |  |  |  |  |  |  |  |
|  |                                                   |  |  |  |  |  |  |  |  |  |  |  |  |  |  |  |
|  |                                                   |  |  |  |  |  |  |  |  |  |  |  |  |  |  |  |
|  | Dame Zhang                                        |  |  |  |  |  |  |  |  |  |  |  |  |  |  |  |
|  |                                                   |  |  |  |  |  |  |  |  |  |  |  |  |  |  |  |
|  |                                                   |  |  |  |  |  |  |  |  |  |  |  |  |  |  |  |
|  | Yang Tong                                         |  |  |  |  |  |  |  |  |  |  |  |  |  |  |  |
|  |                                                   |  |  |  |  |  |  |  |  |  |  |  |  |  |  |  |
|  |                                                   |  |  |  |  |  |  |  |  |  |  |  |  |  |  |  |
|  | Consort Liu                                       |  |  |  |  |  |  |  |  |  |  |  |  |  |  |  |
|  |                                                   |  |  |  |  |  |  |  |  |  |  |  |  |  |  |  |
|  |                                                   |  |  |  |  |  |  |  |  |  |  |  |  |  |  |  |